# Лик (тельхин)
Лик (тельхин). Персонаж древнегреческой мифологии. Сын Богини Моря (Талассы), один из воспитателей Посейдона. Покинув Родос, предвидя потоп, переселился в Ликию и основал у Ксанфа святилище Аполлона Ликийского, от него названа Ликия. Участник индийского похода Диониса. Во время похода был командиром кораблей.